# شاه‌پسند برگ‌گزنه‌ای
شاه‌پسند برگ‌گزنه‌ای (نام علمی: Stachytarpheta jamaicensis) نام یک گونه از تیره شاه‌پسندیان است. این گونه بیشتر در آسیای جنوب شرقی و بخش استوایی آفریقای غربی رشد می‌کند. این گونه همچنین در جزیره سنت کرویکس در دریای کارائیب نیز یافت شده است. شاه‌پسند برگ‌گزنه‌ای در برخی مناطق جزء گونه‌های مهاجم محسوب می‌گردد.

## نگارخانه

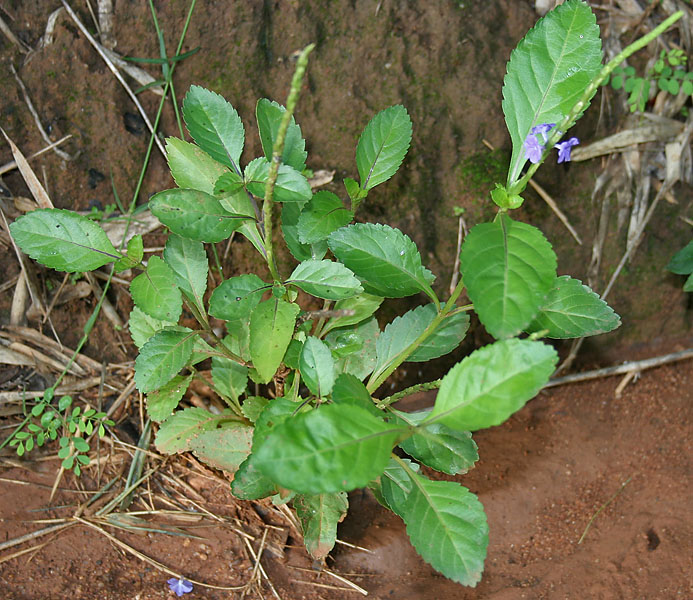
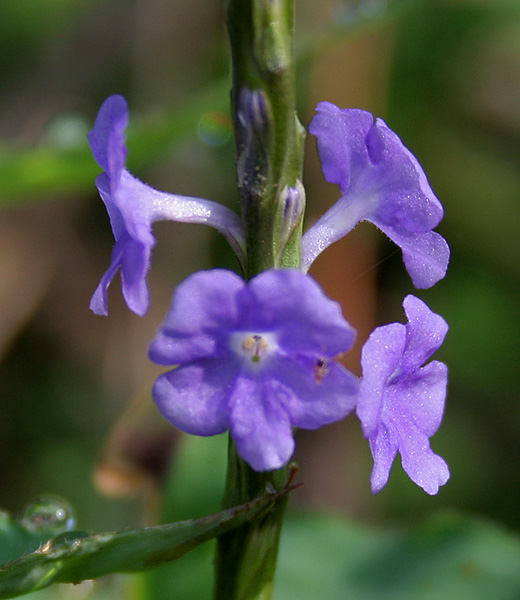
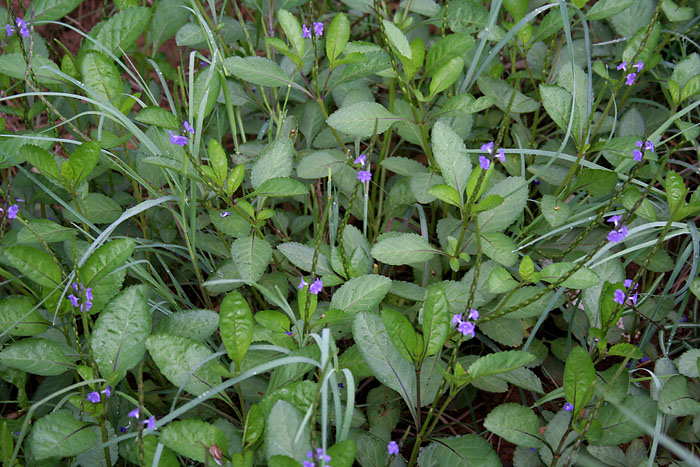
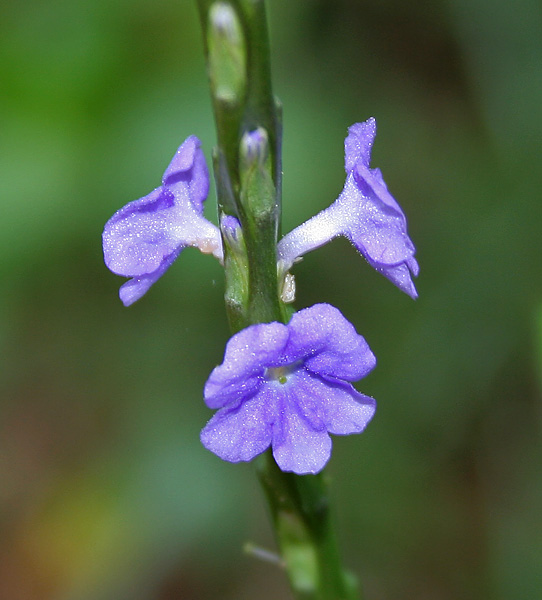
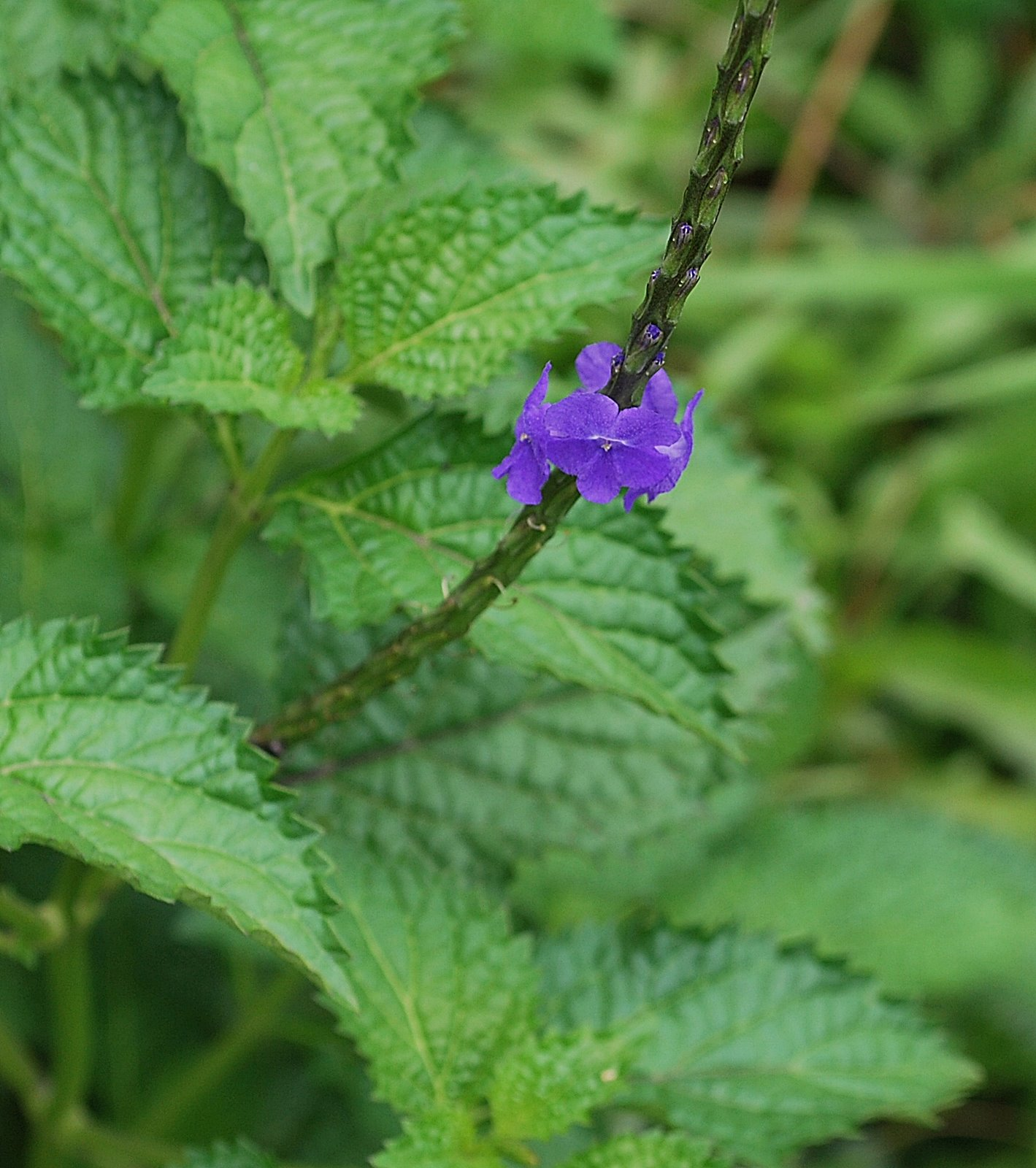